# Wilfertshofen
Wilfertshofen ist ein Gemeindeteil des Marktes Lauterhofen im Landkreis Neumarkt in der Oberpfalz.

## Gemeindezugehörigkeit
Am 1. Juli 1972 wurde Pettenhofen mit Brenzenwang, Eidelberg und Wilfertshofen nach Lauterhofen eingemeindet.

## Katholische Kirche
Kirchlich gehört das Dorf Wilfertshofen zur Pfarrei Lauterhofen im Dekanat Habsberg.

## Baudenkmäler
Denkmäler sind zwei Steinkreuze und die Hofkapelle Mariä Krönung, ein Satteldachbau, um 1900, mit Glockendachreiter.